# 香川県道146号八栗牟礼線
香川県道146号八栗牟礼線（かがわけんどう146ごう やくりむれせん）は、香川県高松市を通る一般県道である。

## 概要
五剣山山腹に位置する四国八十八箇所第八十五番霊場の八栗寺境内を起点として南西方向に山を下ってゆく道路。
八栗寺へ向かうための遍路道として、香川県道145号八栗原線とともに利用される。

### 路線データ
- 起点：高松市牟礼町牟礼（八栗登山口駅付近）
- 終点：高松市牟礼町牟礼（牟礼町牟礼交差点、香川県道36号高松牟礼線交点）
- 総延長：2.306 km

## 地理

### 通過する自治体
- 高松市

### 交差する道路
| 交差する道路           | 交差する場所 | 交差する場所            |
| ---------------------- | ------------ | ----------------------- |
| 香川県道36号高松牟礼線 | 牟礼町牟礼   | 牟礼町牟礼交差点 / 終点 |

### 沿線
- 八栗寺
- 岡田屋（遍路宿）
- 若宮神社
- 八栗登山口駅 - 四国ケーブル八栗ケーブル
- 高松市立牟礼北小学校

## ギャラリー

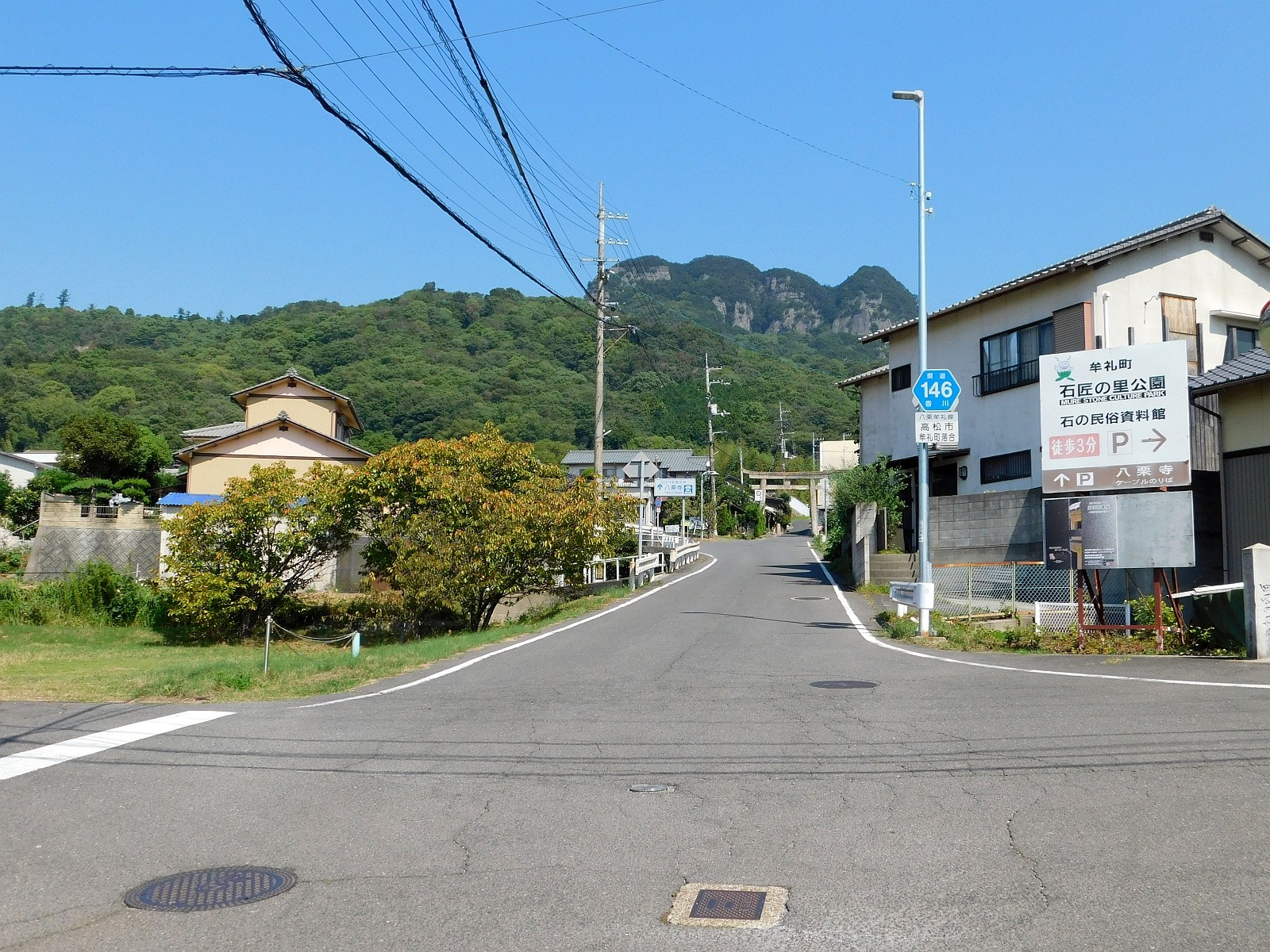
高松市牟礼町牟礼附近を起点側に向かって。右奥に八栗寺の一の鳥居、背後に五剣山が見える。
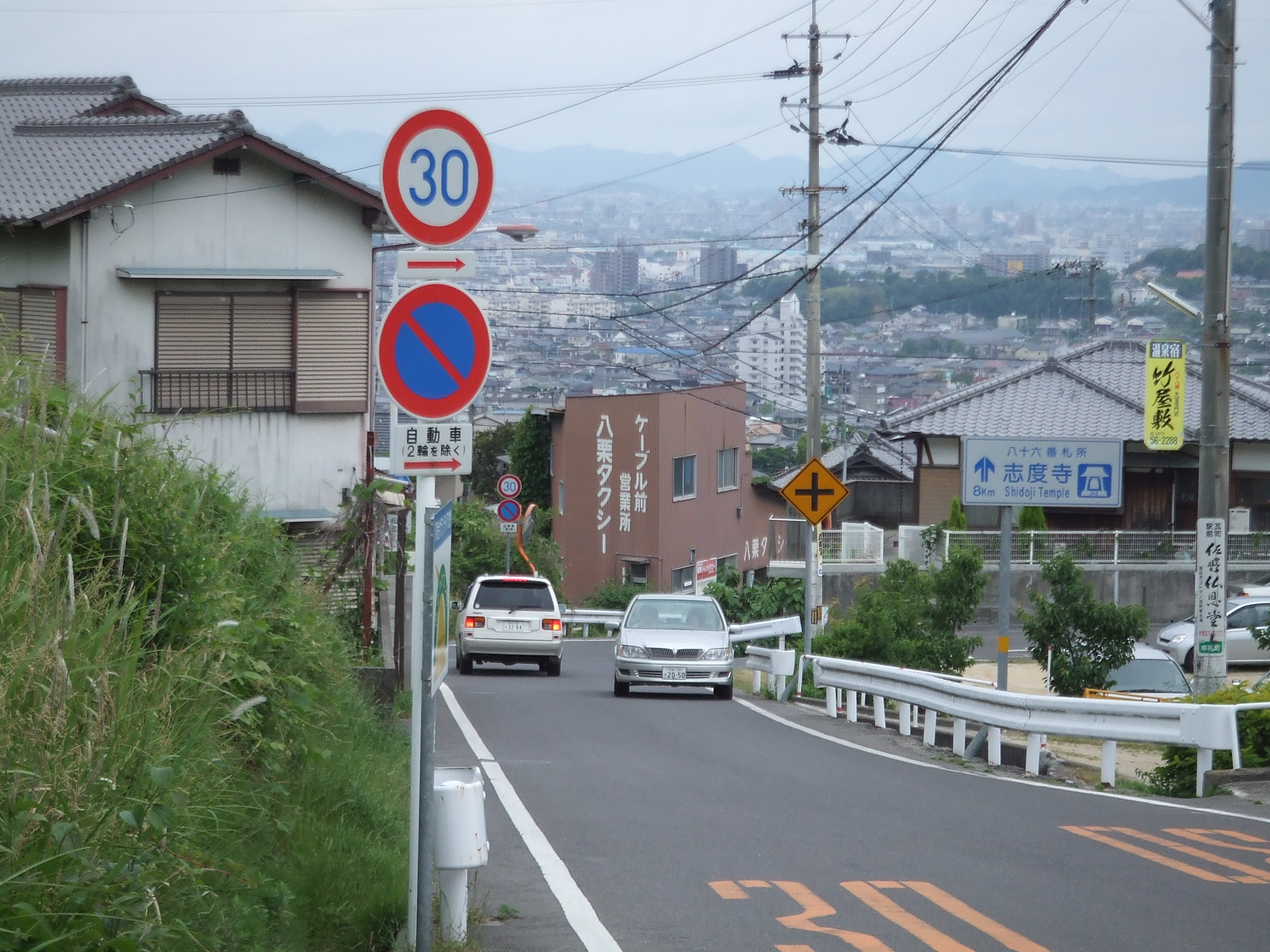
高松市牟礼町牟礼八栗のケーブル八栗登山口駅付近を終点側に向かって